# Woody Pitzer
Elwood Gilbert Pitzer, detto Woody (Springfield, 3 novembre 1910 – Springfield, 22 agosto 2001), è stato un cestista e allenatore di pallacanestro statunitense, professionista nella NBL.

## Carriera
Giocò per una stagione nella NBL, disputando 11 partite con 4,5 punti di media.